# Jokin Bildarratz
Jokin Bildarratz Sorron, né le 15 mars 1963, est un homme politique espagnol membre du Parti nationaliste basque (PNV).

## Biographie

### Vie privée
Il est marié et père d'une fille et un fils.

### Profession
Il est titulaire d'une licence en sciences politiques et sociologie. Il est journaliste.

### Carrière politique
Il est député au Parlement basque de septembre à décembre 2001 et maire de Tolosa de 2003 à 2011. De 2007 à 2011, il est président de l'association des communes basques.
Le 24 janvier 2013, il est désigné sénateur par le Parlement basque en représentation du Pays basque au Sénat.
Au Sénat, il est porte-parole du groupe parlementaire basque. Il est en outre membre de l'Assemblée parlementaire du Conseil de l'Europe.